# Dithalama punctilinea
Dithalama punctilinea là một loài bướm đêm trong họ Geometridae.